# گمینا تسدر ویلکیه
گمینا تسدر ویلکیه (به لهستانی:  Gmina Cedry Wielkie) یک گمینا در لهستان است که در شهرستان گدانسک واقع شده‌است. گمینا تسدر ویلکیه ۱۲۴٫۲۸ کیلومتر مربع مساحت و ۶٬۱۵۶ نفر جمعیت دارد.